# Camp vectorial de Killing
En matemàtiques, un camp vectorial de Killing (sovint anomenat camp Killing), que porta el nom de Wilhelm Killing, és un camp vectorial en una varietat pseudo-riemanniana que conserva el tensor mètric. Els camps vectorials mortals són els generadors infinitesimals d'isometries; és a dir, els fluxos generats pels camps vectorials Killing són isometries contínues de la varietat. Més senzillament, el flux genera una simetria, en el sentit que moure cada punt d'un objecte la mateixa distància en la direcció del vector Killing no distorsionarà les distàncies sobre l'objecte.

## Definició
Concretament, un camp vectorial {\displaystyle X} és un camp vectorial Killing si la derivada de Lie respecte a {\displaystyle X} del tensor mètric {\displaystyle g} desapareix:
{\displaystyle {\mathcal {L}}_{X}g=0\,.}
Pel que fa a la connexió Levi-Civita, això és
{\displaystyle g\left(\nabla _{Y}X,Z\right)+g\left(Y,\nabla _{Z}X\right)=0}
per a tots els vectors {\displaystyle Y} i Z. En coordenades locals, això equival a l' equació de Killing
{\displaystyle \nabla _{\mu }X_{\nu }+\nabla _{\nu }X_{\mu }=0\,.}
Aquesta condició s'expressa en forma covariant. Per tant, n'hi ha prou d'establir-lo en un sistema de coordenades preferit per tal que es mantingui en tots els sistemes de coordenades.

## Exemples

### Camp de Killing al cercle

El camp d'assassinat al cercle i flueix al llarg del camp de Killing

El camp vectorial d'un cercle que apunta en sentit contrari a les agulles del rellotge i té la mateixa magnitud en cada punt és un camp vectorial Killing, ja que moure cada punt del cercle al llarg d'aquest camp vectorial simplement gira el cercle.

### Camps de Killing en el pla hiperbòlic

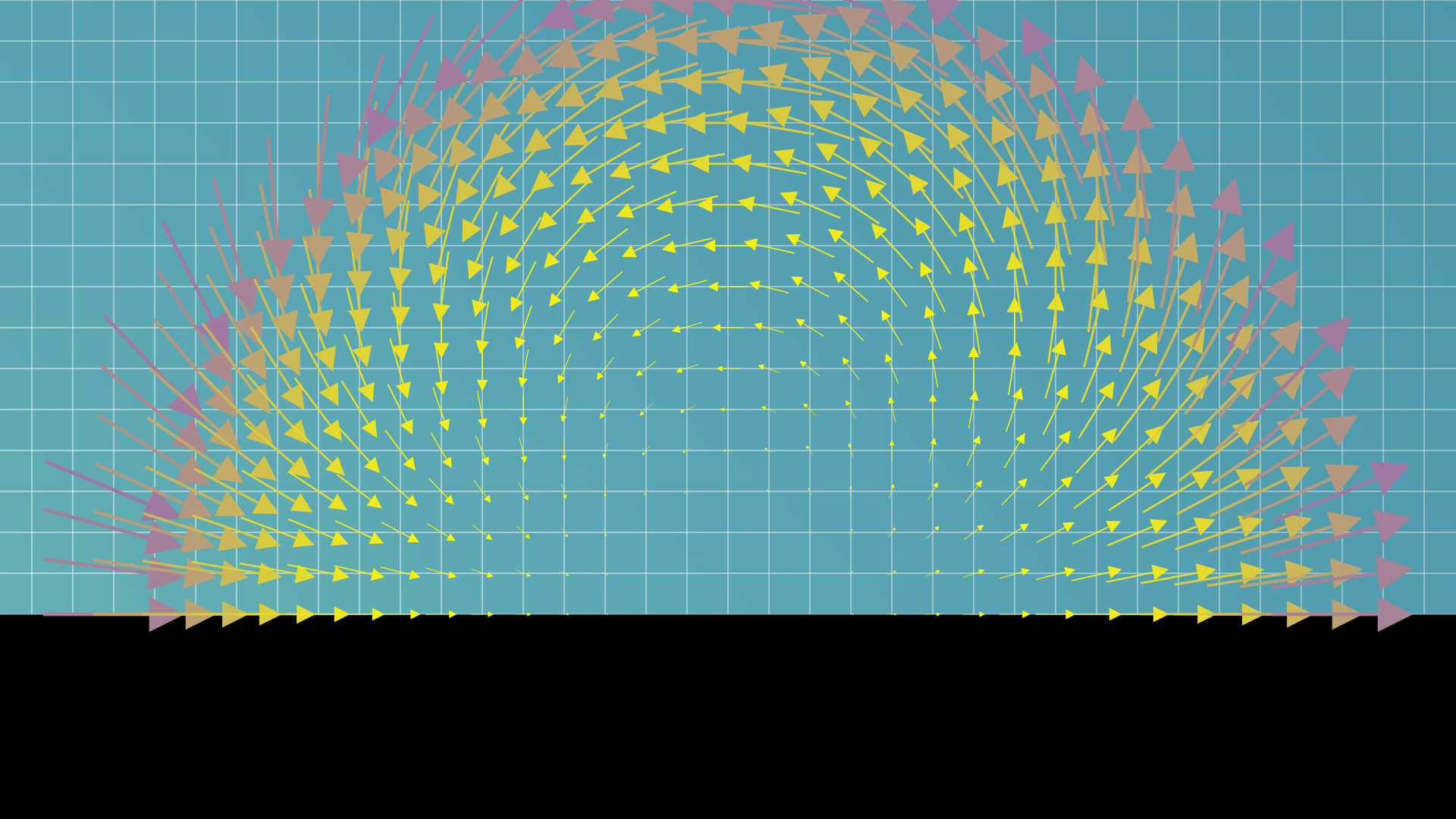
Camp de mort en el model de la meitat del pla superior, en una selecció de punts semicircular. Aquest camp Killing vector genera la transformació especial de conformació. El color indica la magnitud del camp vectorial en aquest punt.

Un exemple de joguina per a un camp vectorial Killing es troba al mig pla superior {\displaystyle M=\mathbb {R} _{y>0}^{2}} equipat amb la mètrica Poincaré {\displaystyle g=y^{-2}\left(dx^{2}+dy^{2}\right)}
La parella {\displaystyle (M,g)} s'anomena típicament pla hiperbòlic i té un camp vectorial Killing {\displaystyle \partial _{x}} (utilitzant coordenades estàndard). Això hauria de ser intuïtivament clar ja que la derivada covariant {\displaystyle \nabla _{\partial _{x}}g} transporta el tensor mètric al llarg d'una corba integral generada pel camp vectorial (la imatge del qual és paral·lela a l'eix x)
A més, el tensor mètric és independent de {\displaystyle x} de la qual de seguida podem concloure que {\displaystyle \partial _{x}} és un camp d'assassinat utilitzant un dels resultats següents en aquest article.
El grup d'isometria del model de mig pla superior (o millor dit, el component connectat a la identitat) és {\displaystyle {\text{SL}}(2,\mathbb {R} )} (vegeu el model de mig pla de Poincaré), i els altres dos camps de mort es poden derivar de considerar l'acció dels generadors de {\displaystyle {\text{SL}}(2,\mathbb {R} )} al mig pla superior. Els altres dos camps de matança que generen són la dilatació {\displaystyle D=x\partial _{x}+y\partial _{y}} i l'especial transformació conforme {\displaystyle K=(x^{2}-y^{2})\partial _{x}+2xy\partial _{y}}

## Generalitzacions
Els camps vectorials Killing es poden generalitzar a camps Killing vectors conformes definits per {\displaystyle {\mathcal {L}}_{X}g=\lambda g} per a alguns λ.
Les derivades de les famílies d'un paràmetre de mapes conformals són camps Killing conformals.
- Els camps de tensor morts són camp de tensor simètrics T de manera que la part sense traça de la simetrització de {\displaystyle \nabla T} desapareix. Exemples de varietats amb tensors Killing inclouen el forat negre giratori i la cosmologia FRW.[4]
- Els camps vectorials de mort també es poden definir en qualsevol varietat M (possiblement sense un tensor mètric) si prenem qualsevol grup de Lie G que actuï sobre ell en lloc del grup d'isometries. En aquest sentit més ampli, un camp vectorial Killing és l'impuls d'un camp vectorial invariant dret a G per l'acció de grup. Si l'acció de grup és efectiva, aleshores l'espai dels camps vectorials Killing és isomòrfic a l'àlgebra de Lie {\displaystyle {\mathfrak {g}}} de G.